# 韦尔斯维尔 (纽约州)
韦尔斯维尔（英語：Wellsville）是位于美国纽约州阿利根尼县的一个镇，地处阿利根尼县南部，距离南边的宾夕法尼亚州州界有8英里。2010年美国人口普查时，该镇有31,632人。阿尔弗雷德州立学院在此设有分校。